# SD 폰페라디나
SD 폰페라디나(Sociedad Deportiva Ponferradina, S.A.D.)는 카스티야이레온 지방 레온도 폰페라다를 연고로 하는 스페인의 축구 클럽이다. 이 클럽은 1922년 6월 7일에 창단되었으며 현재 스페인의 3부 리그인 프리메라 페데라시온에 참가하고 있다.

## 성적
- 세군다 디비시온 B
  - 우승 3회 (2004–05, 2007–08, 2009–10)
- 테르세라 디비시온
  - 우승 3회 (1957–58, 1965–66, 1986–87)

## 선수 명단

### 현역
참고: FIFA 자격 규정에 따라 소속된 국가대표팀 국기를 표시합니다. 선수는 복수의 FIFA 비회원국 국적을 가지고 있을 수 있습니다.
| 번호 | 포지션 | 국적       | 이름                         |
| ---- | ------ | ---------- | ---------------------------- |
| 4    | DF     |            | 케빈 시비예                  |
| 5    | FW     |            | 사무엘레 론고                |
| 6    | MF     | 나이지리아 | 제임스 오모니고 이그베케이에 |
| 8    | MF     |            | 폴 욘치                      |
| 10   | FW     |            | 유리                         |

| 번호 | 포지션 | 국적 | 이름          |
| ---- | ------ | ---- | ------------- |
| 17   | DF     |      | 토마스 카리케 |
| 19   | DF     |      | 안도니 로페즈 |